# إيك فرانكلين اندروز
إيك فرانكلين اندروز هو محامي وسياسي أمريكي، ولد في 2 سبتمبر 1925 في Bonlee, North Carolina ‏ في الولايات المتحدة، وتوفي في 10 مايو 2010 في تشابل هيل في الولايات المتحدة. نشط حزبياً في الحزب الديمقراطي. وقد انتخب عضو مجلس ولاية كارولاينا الشمالية ‏ وانتخب عضو مجلس نواب كارولينا الشمالية ‏ وانتخب عضو مجلس النواب الأمريكي.